# Sumata
Sumata (素股, "entrecuix nu") es un terme japonès per descriure un acte sexual sense penetració. És, a més a més, un mot d'ús comú als prostíbuls japonesos.
Sumata és una forma de frottage, realitzat per una treballadora de sexe femení a un client masculí. La treballadora sexual frega el penis del client amb les cuixes, i els llavis majors. L'objectiu és estimular l'ejaculació sense penetració. Aquesta activitat evita la Llei contra la prostitució (売春防止法, Baishun-bōshi-hō) de 1956, que prohibeix les relacions sexuals (amb penetració) a canvi de diners.